# Seleção Saudita de Handebol Masculino
A Seleção Saudita de Handebol Masculino é a representante da Arábia Saudita nas competições oficiais internacionais de Andebol. Para tal ela é regida pela Federação Saudita de Handebol, que por sua vez é filiada à Federação Internacional de Andebol desde 1974.